# Salacia cerasifera
Salacia cerasifera là một loài thực vật có hoa trong họ Dây gối. Loài này được Welw. ex Oliv. miêu tả khoa học đầu tiên năm 1868.